# IEインスティテュート
株式会社アイイーインスティテュート（IEインスティテュート、英: IE Institute Co., Ltd.）は、かつて存在した日本の企業。教育関連ソフトウェア・コンピューターゲームソフトの開発・販売を業務としていた。
社名の「IE」は「Interactive Education」(インタラクティブエデュケーション)の略称。
2018年8月時点での事業所は東京都練馬区の本社と神奈川県小田原市栄町2-7-25の小田原営業所の2カ所が存在した（2020年5月時点ではどちらの事業所も全く別の企業が入っており、小田原営業所は株式会社イントラストになっている。）。
2021年6月30日10時をもってすべてのソフトの配信が終了されている。

## ソフトウェア

### パソコン
- シカクいアタマをマルくする。シリーズ
- 基礎学力こつこつシリーズ
- 右脳キッズシリーズ
- 知能キッズシリーズ
- IQティーチャーシリーズ
- 地図パズルシリーズ
- 絶対音感キッズ

### ゲームボーイアドバンス・ニンテンドーDS・Wii
- 神林式脳力開発法右脳キッズDS
- 陰山英男のIQティーチャーDS
- あらすじで覚える速読のススメDS
- あらすじで鍛える速耳のススメDS
- 美しい日本語の書き方話し方DS
- 英熟語ターゲット1000DS
- 中学英単語ターゲット1800DS
- 英単語ターゲット1900DS
- ESSEしっかり家計簿DS
- 旺文社 でる順シリーズ - 公民・国語・算数・地理
- 書き込み式『般若心経』練習帳DS
- □いアタマを○くする。漢字の章
- □いアタマを○くする。計算の章
- □いアタマを○くする。常識・難問の章
- NEW中学英単語ターゲット1800DS
- 超かんたん簿記入門DS
- TOEIC TEST DSトレーニング
- もっと TOEIC TEST DSトレーニング
- 財団法人日本漢字能力検定協会公式ソフト250万人の漢検新とことん漢字脳47000+常用漢字字典四字熟語辞典

2004年
- □いアタマを○くする。アドバンス 国語・算数・社会・理科編
- □いアタマを○くする。アドバンス 漢字・計算

2006年
- 右脳キッズDS
- 学研要点ランク順シリーズ日本の歴史DS
- 学研要点ランク順シリーズ科学DS
- 漢字の章／□いアタマを○くする。DS
- 計算の章／□いアタマを○くする。DS
- 常識・難問の章／□いアタマを○くする。DS
- 財団法人日本漢字能力検定協会公式ソフト 200万人の漢検 とことん漢字脳

2007年
- 英検DSトレーニング
- 今日からDSカロリーナビ
- 計算DSトレーニング
- TOEIC TEST DSトレーニング
- NEW英単語ターゲット1900 DS
- 250万人の漢検 新とことん漢字脳47000＋常用漢字辞典 四字熟語辞典

2008年
- 陰山英男の反復音読DS英語
- にほんごであそぼDS
- NEW右脳キッズWII
- NEW右脳キッズDS
- 250万人の漢検～Wiiでとことん漢字脳～ 財団法人日本漢字能力検定協会公式ソフト

2009年
- 英検 完全版 5級から1級全級対応 最新過去問題・2次試験対策
- 英文多読DS 世界の文学選集
- 英文多読DS 世界の名作童話
- 旺文社 でる順 理科DS
- 旺文社 でる順 歴史DS
- □いアタマを○くする。Wii
- 数学マスターDS
- 世界史DS
- 日本史DS
- NEW □いアタマを○くする。DS
- NEW中学英単語ターゲット1800DS
- 700万人のアタマを良くする 超計算DS 13000問+イメージ計算

他会社販売
- 地球のならべかた（サクセス）
- 絶対音感トレーニングDS（サクセス）